# Vega del Esla
La Vega del Esla (también Vega Alta del Esla, Valle del Esla o Ribera del Esla) es una comarca natural e histórica situada en la zona oriental de la provincia de León (España). Limita al norte con la comarca de la montaña de Riaño, al oeste con los Valles del Porma y Eslonza, al sureste con la comarca de Cea y la Tierra de Campos leonesa. Debe su nombre a que está situada en los valles de inundación del río Esla.
Se encuentra dentro de la macrocomarca de La Ribera leonesa y se divide en dos subcomarcas, al norte El Valle de Rueda y al sur el Valle de Mansilla.
Según el geógrafo Casildo Ferreras Chasco, también pertenecen a esta Vega los municipios de Vegas del Condado y Santa Colomba de Curueño.